# Лајв Оук (округ Санта Круз, Калифорнија)
Лајв Оук (енгл. Live Oak, Santa Cruz County) насељено је место без административног статуса у америчкој савезној држави Калифорнија.

## Демографија
По попису из 2010. године број становника је 17.158, што је 530 (3,2%) становника више него 2000. године.
| Група             | 2000.          | 2010.          |
| Белци             | 11.468 (69,0%) | 10.782 (62,8%) |
| Афроамериканци    | 227 (1,4%)     | 240 (1,4%)     |
| Азијати           | 636 (3,8%)     | 773 (4,5%)     |
| Хиспаноамериканци | 3.655 (22,0%)  | 4.796 (28,0%)  |
| Укупно            | 16.628         | 17.158         |